# Giải vô địch bóng đá trẻ châu Á 1963
Giải vô địch bóng đá trẻ châu Á 1963 được tổ chức tại Mã Lai.

## Các đội tham dự
Các đội sau đây tham dự giải đấu:
- Miến Điện
- Campuchia
- Ceylon
- Hồng Kông
- Ấn Độ
- Nhật Bản
- Mã Lai (chủ nhà)
- Philippines
- Singapore
- Hàn Quốc
- Thái Lan
- Việt Nam Cộng hòa

## Vòng bảng

### Bảng A
| Đội         | ST | T | H | B | BT | BB | HS  | Điểm |
| ----------- | -- | - | - | - | -- | -- | --- | ---- |
| Miến Điện   | 5  | 4 | 1 | 0 | 15 | 3  | +12 | 9    |
| Thái Lan    | 5  | 3 | 0 | 2 | 13 | 6  | +7  | 6    |
| Mã Lai      | 5  | 3 | 0 | 2 | 10 | 6  | +4  | 6    |
| Ấn Độ       | 5  | 2 | 1 | 2 | 6  | 5  | +1  | 5    |
| Campuchia   | 5  | 2 | 0 | 3 | 7  | 12 | –5  | 4    |
| Philippines | 5  | 0 | 0 | 5 | 3  | 22 | –19 | 0    |

Kết quả:
| 18 tháng 4 | Mã Lai      | 5–1 | Philippines |
| 19 tháng 4 | Thái Lan    | 4–0 | Campuchia   |
|            | Ấn Độ       | 1–1 | Miến Điện   |
| 20 tháng 4 | Mã Lai      | 2–1 | Ấn Độ       |
|            | Miến Điện   | 4–0 | Philippines |
| 21 tháng 4 | Philippines | 0–5 | Thái Lan    |
|            | Mã Lai      | 0–1 | Campuchia   |
| 23 tháng 4 | Mã Lai      | 1–2 | Miến Điện   |
|            | Thái Lan    | 2–0 | Ấn Độ       |
| 24 tháng 4 | Campuchia   | 6–2 | Philippines |
| 25 tháng 4 | Ấn Độ       | 2–0 | Campuchia   |
|            | Miến Điện   | 4–1 | Thái Lan    |
| 26 tháng 4 | Philippines | 0–2 | Ấn Độ       |
|            | Mã Lai      | 2–1 | Thái Lan    |
| 27 tháng 4 | Miến Điện   | 4–0 | Campuchia   |

### Bảng B
| Đội               | ST | T | H | B | BT | BB | HS  | Điểm |
| ----------------- | -- | - | - | - | -- | -- | --- | ---- |
| Hàn Quốc          | 5  | 4 | 1 | 0 | 14 | 4  | +10 | 9    |
| Hồng Kông         | 5  | 4 | 0 | 1 | 15 | 4  | +11 | 8    |
| Việt Nam Cộng hòa | 5  | 2 | 2 | 1 | 10 | 7  | +3  | 6    |
| Singapore         | 5  | 2 | 0 | 3 | 10 | 14 | –4  | 4    |
| Nhật Bản          | 5  | 1 | 1 | 3 | 8  | 13 | –5  | 3    |
| Ceylon            | 5  | 0 | 0 | 5 | 3  | 18 | –15 | 0    |

Kết quả:
| 18 tháng 4 | Singapore         | 4–1 | Ceylon            |
| 19 tháng 4 | Nhật Bản          | 1–4 | Hàn Quốc          |
|            | Việt Nam Cộng hòa | 0–2 | Hồng Kông         |
| 20 tháng 4 | Hồng Kông         | 5–0 | Ceylon            |
|            | Singapore         | 1–3 | Hàn Quốc          |
| 21 tháng 4 | Singapore         | 2–3 | Việt Nam Cộng hòa |
|            | Ceylon            | 1–2 | Nhật Bản          |
| 23 tháng 4 | Hàn Quốc          | 3–0 | Hồng Kông         |
| 24 tháng 4 | Việt Nam Cộng hòa | 4–0 | Ceylon            |
|            | Nhật Bản          | 2–3 | Singapore         |
| 25 tháng 4 | Hàn Quốc          | 1–1 | Việt Nam Cộng hòa |
|            | Hồng Kông         | 3–1 | Nhật Bản          |
| 26 tháng 4 | Ceylon            | 1–3 | Hàn Quốc          |
|            | Hồng Kông         | 5–0 | Singapore         |
| 27 tháng 4 | Nhật Bản          | 2–2 | Việt Nam Cộng hòa |

## Tranh hạng ba
| Thái Lan | 2 – 2 Chia sẻ hạng ba | Hồng Kông |
| -------- | --------------------- | --------- |
|          |                       |           |

## Chung kết
| Miến Điện | 2 – 2 Chia sẻ danh hiệu | Hàn Quốc |
| --------- | ----------------------- | -------- |
|           |                         |          |

## Vô địch
| Giải vô địch bóng đá trẻ châu Á 1963 |
| ------------------------------------ |
| · Hàn Quốc · Lần thứ 3               |

| Giải vô địch bóng đá trẻ châu Á 1964 |
| ------------------------------------ |
| · Miến Điện · Lần thứ 2              |